# Ковалёв, Николай Николаевич (художник)
Ковалёв Николай Николаевич (1 мая 1937, Ленинград — 26 декабря 2021) — советский и российский художник, заслуженный художник Российской Федерации, член Союза художников России.

## Биография
Родился 1 мая 1937 в Ленинграде.
В 1955 году окончил среднюю художественную школу. В 1967 году окончил Ленинградский институт живописи, скульптуры и архитектуры имени И. Е. Репина.
Живет и работает в Мурманске с 1967 года. C 1967 по 1972 год работал художественным редактором Мурманского областного книжного издательства. Преподавал рисунок в Мурманском педагогическом университете. Занимался масляной живописью с 1980 года.
Вышел на пенсию в 1992 году.

## Звания и награды
- Заслуженный художник Российской Федерации;
- Член Союза художников России;
- Член Союза Российских писателей;
- Лауреат премии администрации Мурманской области за достижения в области профессионального мастерства;
- Серебряная медаль Российской академии художеств за иллюстрации к книге «В стране легенд» и серию «Кольский полуостров»[4].

## Творчество
Работы находятся в художественных музеях и частных коллекциях в России (Санкт-Петербург, Пермь, Красноярск, Мурманск, Комсомольск), Финляндии, Норвегии, Швеции, Нидерландах, Германии, США.

### Персональные выставки
- 1979 — Москва;
- 1987 — Ленинград;
- 1993 — Мурманск;
- 1995 — Мурманск;
- 1999 — Санкт-Петербург;
- 2003 — Мурманск;
- 2005 — Мурманск;
- 2007 — Мурманск;
- 2007 — Санкт-Петербург;
- 2007 — Санкт-Петербург;
- 2009 — Мурманск;
- 2010 — Санкт-Петербург.

### Публикации о творчестве
- 1970 — Murmanskilaisten taieilyoiden naytteby Kemin Kaiyrungin Taidemuseossa. Kemi (Finland), стр. 5;
- 1972 — «Детская литература» (журнал) № 8, стр. 70;
- 1973 — «Лучшие издания 1971 года» (XIII всесоюзный конкурс художественного оформления полиграфического исполнения, Москва), стр.70;
- 1973 — «Полярная правда» (газета, Мурманск);
- 1973 — Bienale Ilustracil. Bratislava, Dom Umenia, сентябрь-октябрь. Каталог, илл.№ 239 (из книги «Богатырь Ляйне»);
- 1974 — «Творчество» (журнал) № 4, стр.13;
- 1975 — «Полярная правда» (газета, Мурманск);
- 1975 — «Комсомолец Заполярья» (газета, Мурманск);
- 1980 — «Искусство» (журнал) № 9, стр.78;
- 1980 — «Первая всесоюзная выставка книжной иллюстрации». «Советский художник», Москва, стр.153;
- 1980 — Grafika OSZSZSZK 1970—1980. Budapest. Буклет, стр. 3, 4;
- 1980 — Grafira RSFSR 1970—1980 ZI Sb rek Doinu Umeni Celjus kinckaja (каталог). Praze, стр.4, 8;
- 1990 — «Norbotten guld vart». «Torsgaden»;
- 1990 — «Resan till Murmansk». «Landstings tidningen»;
- 1990 — «Ett symposium maktiga resultat». «Neue Konst»;
- 1990 — "Ljuset inspirerar i «Bildens alvdal». «Mandagen»;
- 1990 — EX-90 Fran Kunst till Fjall. En resa I Kukturen. (Международный симпозиум «Экспериментальная графика 90» Швеция, Лулео). Каталог, разворот стр. 14-15;
- 1995 — Н. Измайлова «Душа художника летает». «Полярная правда» (газета, Мурманск);
- 2000 — Л. Мочалов «Пробуждение Сократа». Монографическая статья о творчестве Николая Ковалёва. Рукопись;
- 2007 — Т. Брицкая «Случай открыть копилку». О персональной выставке в МОХМ. «Мурманский вестник» (газета);
- 2007 — Н. Турлова «Шар голубой, кавалер, барышня. Виза художника». О персональной выставке в МОХМ. «Вечерний Мурманск» (газета);
- 2009 — Айя Зуя «Ода Латгалии». «Резекненские вести» (газета).